# Stat canalie

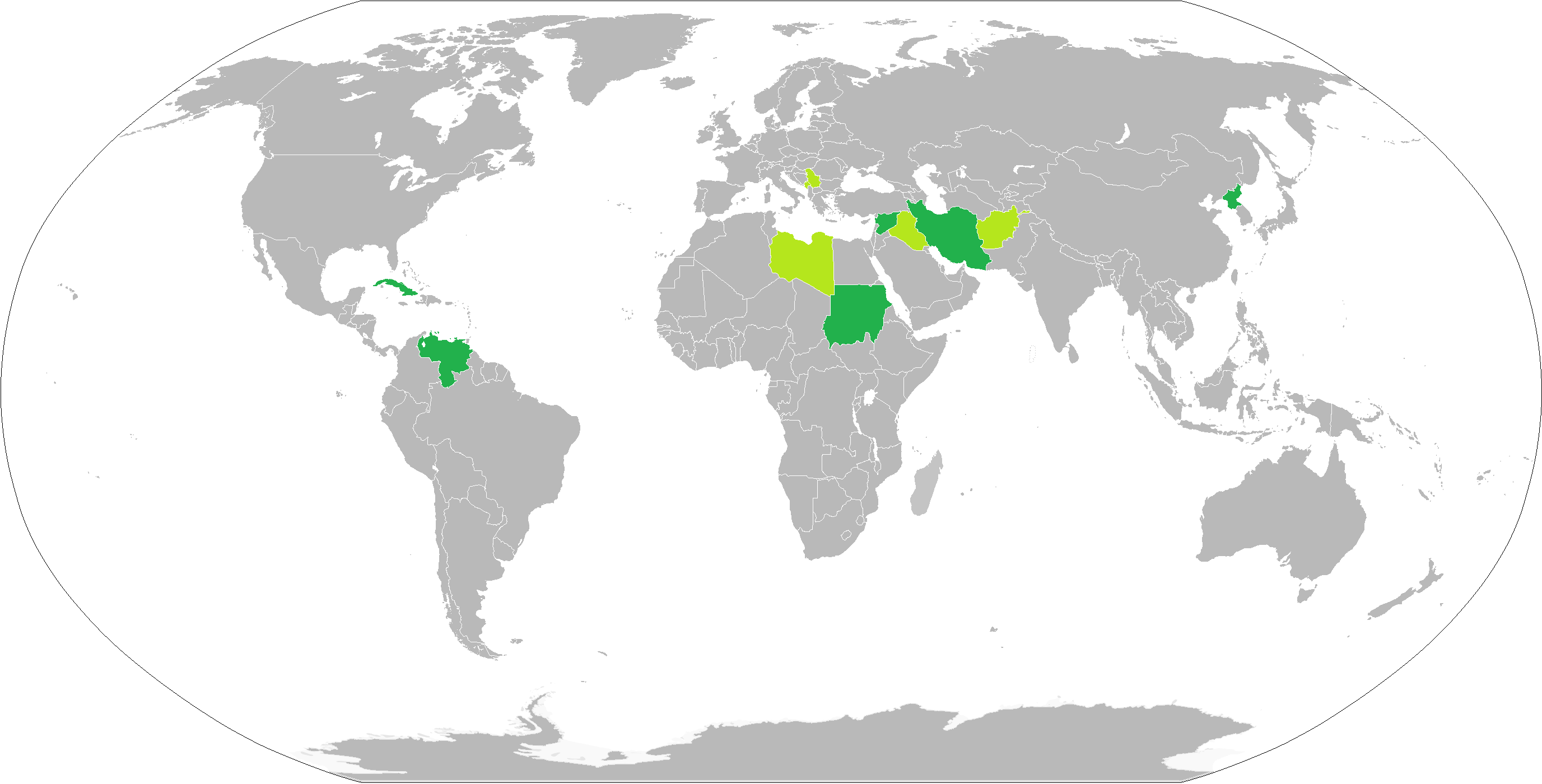
„State canalii”, potrivit SUA.

Stat canalie („rogue state”) este o expresie controversată peiorativă aplicată în relațiile internaționale statelor care sunt acuzate de a fi o amenințare la adresa păcii mondiale. Incluziunea într-o astfel de categorie se face, teoretic, prin aplicarea unor criterii dificil de verificat în practică, cum ar fi faptul că un stat este dominat de un regim autoritar care restricționează sever drepturile omului, promovează terorismul sau caută producerea și proliferarea armelor de război pentru distrugerea de masă. 
Numele a fost folosit pentru prima dată de guvernul Statelor Unite și de unii dintre aliații săi, cum ar fi Regatul Unit. Principalele acuzații împotriva acestor state sunt sprijinul real sau presupus pe care îl acordă terorismului internațional și posesia sau ambiția de a deține arme de distrugere în masă.

## Istoria expresiei
Sensul de bază al cuvântului „rogue” este acela al „persoanei necinstite, fără principii, nesigure, care ia inițiative extravagante și potențial periculoase” și se poate traduce în limba română și cu termenele „bandit”, „infractor” sau „haiduc”.
Această expresie a fost folosită pentru prima dată de Ronald Reagan în 1980, când a vorbit despre Libia, în timpul dictatorului Gaddafi, care, în discursurile sale de propagandă, a încurajat terorismul islamic împotriva Statelor Unite. 
În 1994, consilierul de securitate națională al SUA, Anthony Lake, a etichetat cinci națiuni drept state canalii: Coreea de Nord, Cuba, Iran, Libia sub Muammar Gaddafi și Irak sub Saddam Hussein. El a descris aceste regimuri drept „state recalcitrante și în afara legii care nu numai că aleg să rămână în afara familiei [națiunilor democratice], dar și atacă valorile ei de bază”.
Iugoslavia, Sudanul și Emiratul Islamic al Afganistanului, au fost, de asemenea, tratate ca „rogue states”. Departamentul de Stat al SUA a etichetat uneori Iugoslavia drept „stat canalie” deoarece liderul său, Slobodan Milošević, fusese acuzat de încălcarea drepturilor cetățenilor națiunii sale, inclusiv, dar fără a se limita la, tentativa de genocid în Croația și masacrul de la Srebrenița din estul Bosniei.
În ultimul semestru al președinției Clinton (2001), termenul de „rogue state” a fost înlocuit temporar cu expresia „state of concern” (translatabil cu „stat de urmărit cu atenție”), dar cu George W. Bush s-a readoptat expresia originară.
Conceptul de „stat canalie” a fost înlocuit, în administrația lui Bush, cu cel al Axei Răului („Axis of Evil”), care includea Irakul, Iranul și Coreea de Nord. Președintele Bush a vorbit despre asta în discursul său privind Starea Uniunii din ianuarie 2002.
În 2010, site-ul web The Beast Daily spunea că expresia „rogue state” este  învechită. Barack Obama, mai târziu președinte al Statelor Unite, a oferit o șansă de dialog cu Irakul, Iranul și Coreea de Nord, fără a primii un răspuns reconfortant. Barack Obama, pe 10 martie 2012, deschide posibilitatea de a importa internetul în unele „state-canalii”.
Mai recent, administrația lui Donald Trump a desemnat Venezuela drept „rogue state” din cauza încălcărilor grave ale drepturilor omului, a pozițiilor anti-americane și a implicării raportate în traficul internațional de droguri. În timpul Adunării Generale a Națiunilor Unite, ambasadorul Nikki Haley a numit Venezuela o amenințare globală și un „stat narcotraficant periculos”.